# 外韋特峰

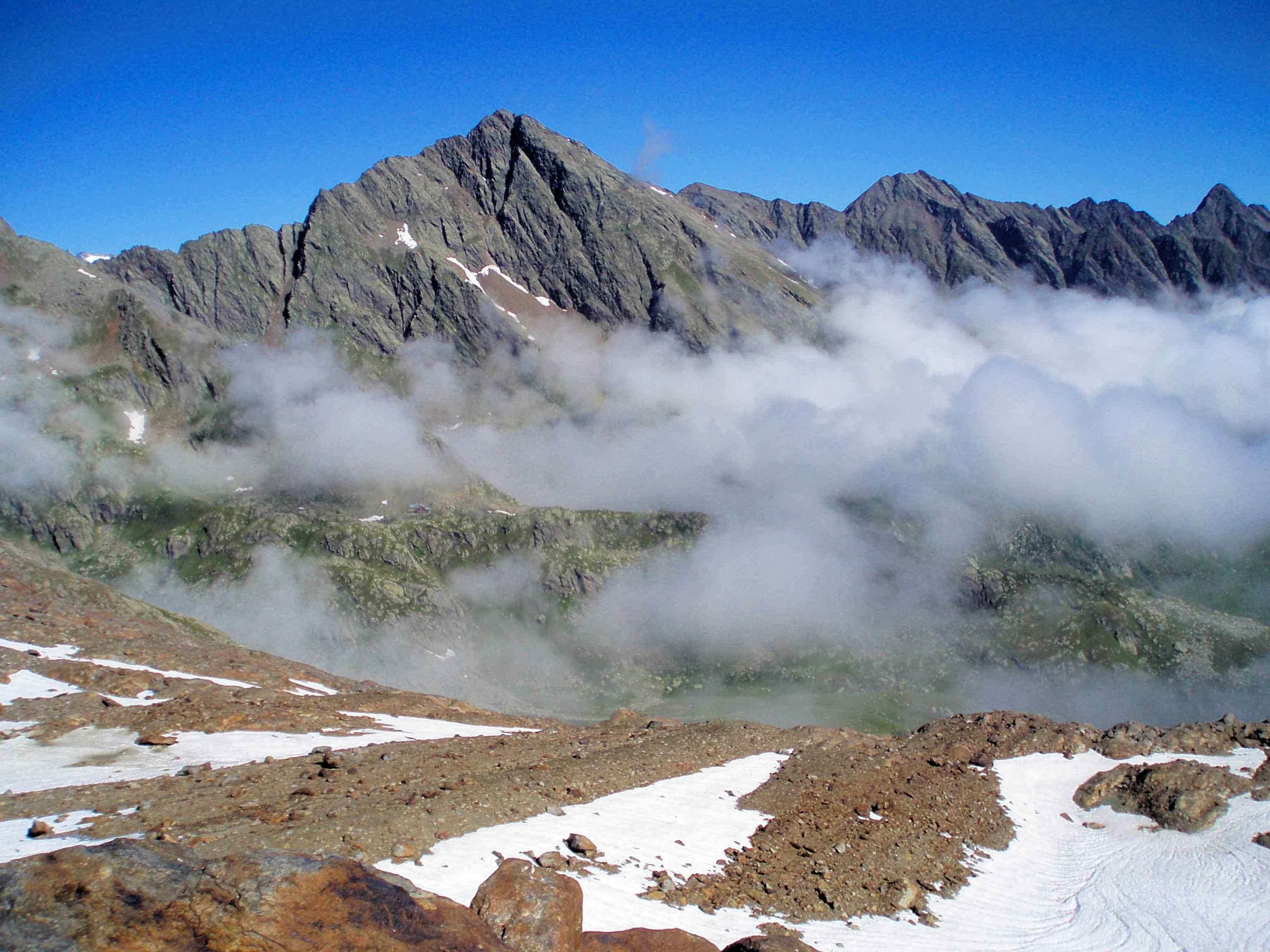

47°0′27″N 11°15′16″E / 47.00750°N 11.25444°E
外韋特峰（德語：Äußere Wetterspitze），是奧地利的山峰，位於該國西部，由蒂羅爾州負責管轄，屬於斯圖拜阿爾卑斯山脈的一部分，距離內韋特峰1.4公里，海拔高度3,070米。